# Văleni (Neamț)

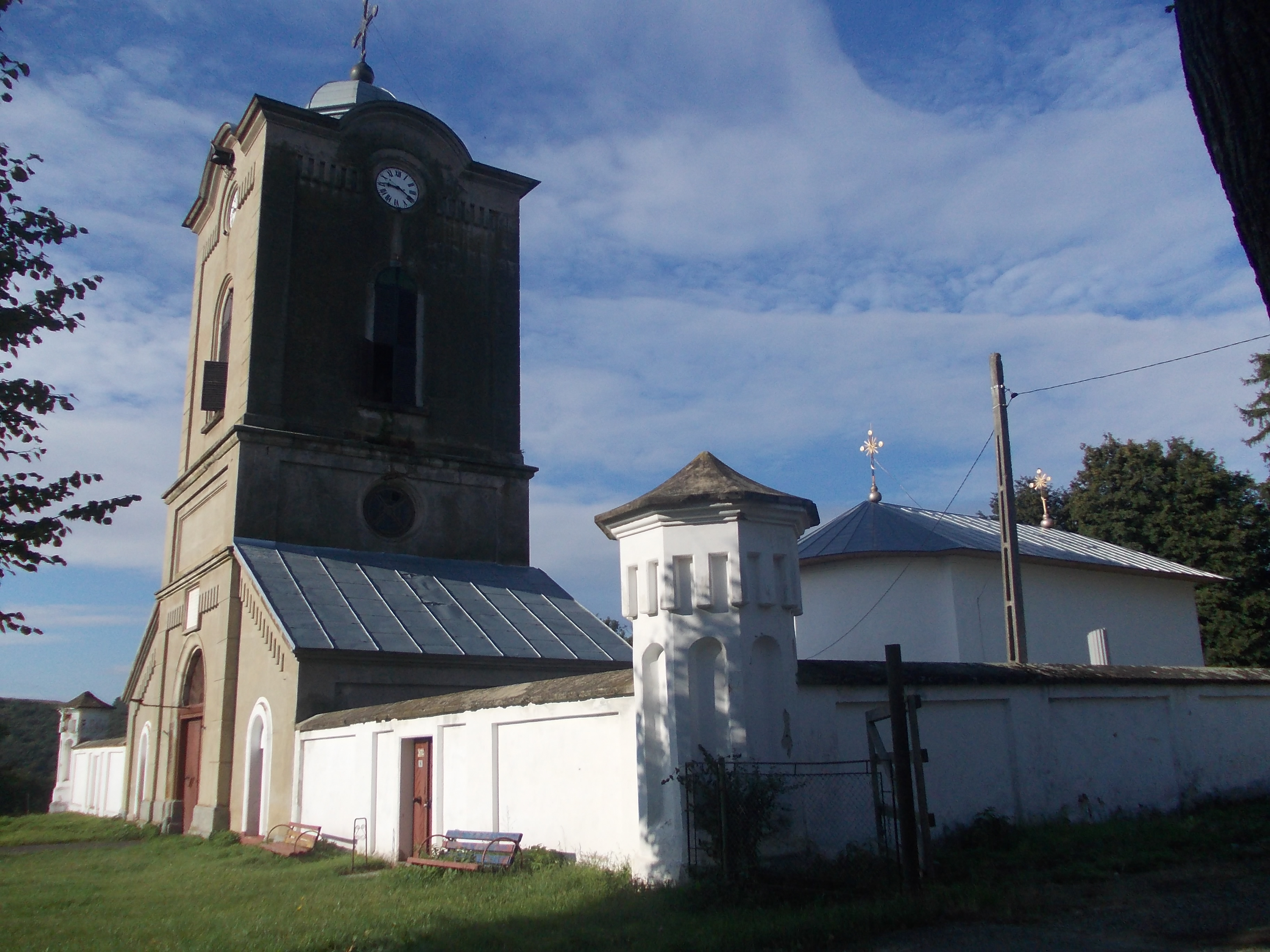
Kerk van Văleni

Văleni is een Roemeense gemeente in het district Neamț.
Văleni telt 1759 inwoners.